# Donald Reignoux
Donald Reignoux (Courbevoie, 20 maggio 1982) è un attore e doppiatore francese. Attivo prevalentemente in ambito cinematografico, Reignoux ha lavorato anche per la televisione, prestando la voce per alcune serie animate e serie televisive statunitensi.
In particolare è noto per essere la voce francese di vari attori statunitensi fra cui Paul Dano, Channing Tatum, Jesse Eisenberg e Adam Brody e per essere il doppiatore del personaggio di Titeuf.

## Doppiaggio

### Cinema
- Paul Dano in Il petroliere, Nel paese dei mostri selvaggi, The Good Heart, Cowboys & Aliens, Being Flynn, Looper, Prisoners, 12 anni schiavo
- Channing Tatum in Step Up, Step Up 2 - La strada per il successo, Fighting, Nemico pubblico - Public Enemies, G.I. Joe - La nascita dei Cobra, Dear John, G.I. Joe - La vendetta
- Jesse Eisenberg in The Education of Charlie Banks, Adventureland, Benvenuti a Zombieland, The Social Network, 30 Minutes or Less, To Rome with Love, Now You See Me - I maghi del crimine
- Adam Brody in Il bacio che aspettavo, Smiley Face, Jennifer's Body, Poliziotti fuori - Due sbirri a piede libero, The Romantics, Benvenuti nella giungla
- Jonah Hill in Suxbad - Tre menti sopra il pelo, L'arte di vincere, 21 Jump Street, Vicini del terzo tipo, Facciamola finita, 22 Jump Street
- Anton Yelchin in Charlie Bartlett, Terminator Salvation, New York, I Love You, Mr. Beaver, Fright Night - Il vampiro della porta accanto
- Jay Baruchel in Tropic Thunder, L'apprendista stregone, Lei è troppo per me, The Art of the Steal - L'arte del furto, RoboCop
- Jamie Bell in Nicholas Nickleby, Jumper - Senza confini, Retreat, 40 carati
- Joseph Gordon-Levitt in (500) giorni insieme, 50 e 50, Hesher è stato qui, Lincoln
- Andrew Garfield in Leoni per agnelli, The Amazing Spider-Man, The Amazing Spider-Man 2 - Il potere di Electro
- Casey Affleck in The Killer Inside Me, Tower Heist - Colpo ad alto livello, Interstellar
- Jim Sturgess in Upside Down, Cloud Atlas, La migliore offerta
- Lucas Black in Pazzi in Alabama, Passione ribelle
- Frankie Muniz in Agente Cody Banks, Agente Cody Banks 2 - Destinazione Londra
- Spike Jonze in Jackass Number Two, Jackass 3D
- Eddie Redmayne in Powder Blue, Jupiter - Il destino dell'universo
- Sean Faris in Never Back Down - Mai arrendersi, Forever Strong

### Televisione
- David Henrie in Raven, I maghi di Waverly, Hannah Montana, Zack e Cody sul ponte di comando, Jonas L.A., Un papà da salvare, I maghi di Waverly: The Movie
- Blair Redford in Febbre d'amore, Switched at Birth - Al posto tuo, Beauty and the Beast
- Lucas Grabeel in High School Musical, High School Musical 2, Sharpay's Fabulous Adventure
- Adam Brody in The O.C., New Girl
- Michael Trevino in The Vampire Diaries, The Originals
- Scott Grimes in E.R. - Medici in prima linea
- Justin Berfield in Malcolm
- Michael Angarano in Will & Grace
- Hunter Parrish in Weeds
- Kyle Gallner in Smallville
- Jonathan Groff in Glee
- Stephen Lunsford in Desperate Housewives
- Beau Mirchoff in Desperate Housewives
- Thad Luckinbill in Febbre d'amore
- Shia LaBeouf in Una famiglia allo sbaraglio
- Aidan Scott in One Piece

### Anime
- Denji in Chainsaw Man